# The Palm Beach Girl
The Palm Beach Girl è un film muto del 1926 diretto da Erle C. Kenton. Prodotto dalla Famous Players-Lasky Corporation e distribuito dalla Paramount Pictures, aveva come interpreti Bebe Daniels, Lawrence Gray, Marguerite Clayton, Josephine Drake, John Patrick, Maude Turner Gordon.
Il soggetto di Byron Morgan, sceneggiato da Forrest Halsey, si basa su Please Help Emily, lavoro teatrale di Harold Marsh Harwood, andato in scena al Lyceum Theatre di Broadway il 14 agosto 1916. La commedia di Harwood era già stata portata sullo schermo nel 1917 con Please Help Emily, un film diretto da Dell Henderson con protagonisti Ann Murdock e Herbert Druce.

## Trama
Arrivata a Palm Beach da una fattoria del Midwest, Emily Bennett, con la faccia piena di fuliggine per il fumo di un rimorchiatore, viene scambiata per una ragazza nera da un fattorino che rifiuta la sua mancia e le fa scivolare un bigliettino dove le suggerisce un appuntamento. Le zie della ragazza, Jerry e Beatrice, insieme a Jack Trotter, un milionario accompagnato da Julia, la sua partner, non riconoscono Emily finché lei non si asciuga il naso con un fazzoletto. Le zie si impegnano freneticamente per trasformare la nipote in una elegante debuttante. Emily, invitata a battezzare il motoscafo di Trotter, finisce quasi per cadere in mare. La ragazza, poi, scopre alcuni contrabbandieri che caricano la merce sulla barca. Dopo un giro tanto spericolato da far rizzare i capelli, Emily si trova alla deriva sull'imbarcazione ed è costretta a guidarla anche se non ha idea di come si faccia. Alla fine, riesce a portare il motoscafo sul percorso di gara e, per pura fortuna, arriva prima, vincendo sia la gara che l'amore di Trotter.

## Produzione
Il film fu prodotto dalla Famous Players-Lasky Corporation. Ambientato a Palm Beach, venne girato in esterni nella stessa località della Florida, a Miami Beach, nella Baia di Biscayne e a Lake Worth.

## Distribuzione
Il copyright del film, richiesto dalla Famous Players-Lasky Corp., fu registrato il 18 maggio 1926 con il numero LP22744.

Distribuito dalla Paramount Pictures, il film uscì nelle sale statunitensi il 17 maggio 1926. In Danimarca, fu distribuito il 29 settembre 1926 con il titolo Floridapigen.
La Famous-Lasky Film Service lo distribuì nel Regno Unito (dove fu presentato in prima a Londra il 16 novembre 1926 e poi distribuito nelle sale il 30 maggio 1927), in Canada (1926) e in Australia (1927). In Spagna, dove prese il titolo La niña de Florida, fu presentato il 16 aprile 1927 a Madrid. In Portogallo, come A Prima Júlia, uscì nelle sale il 23 luglio 1928. In Austria, diventò Fräulein Wasserscheu im Strandbad, in Brasile Ganhando por Bamburrio.
Non si conoscono copie ancora esistenti della pellicola che viene considerata presumibilmente perduta.